# Katoda
Katoda (gr. kata – „w dół”, hodós – „ścieżka”) – elektroda, przez którą z urządzenia wypływa prąd elektryczny (co może polegać na wypływie ładunku dodatniego lub dopływie ładunku ujemnego). W odbiornikach prądu elektrycznego (np. lampach elektronowych) katoda jest elektrodą ujemną, natomiast w źródłach prądu (np. ogniwach galwanicznych) – dodatnią. Katoda występuje zawsze w parze z elektrodą, przez którą do urządzenia wpływa prąd – anodą.

## Katody w chemii

Półogniwo z katodą miedzianą

Katoda w ujęciu chemicznym jest elektrodą, na której zachodzi proces redukcji, utożsamiany z procesem dostarczania przez tę elektrodę elektronów substancjom redukowanym.
- W urządzeniach, które generują siłę elektromotoryczną (są źródłami prądu), a przepływ prądu w obwodzie jest zgodny z tą siłą (np. ogniwo galwaniczne), katoda jest elektrodą dodatnią względem anody.
- W urządzeniach, które są odbiornikami energii elektrycznej (np. elektrolizer), katoda jest elektrodą ujemną względem anody.
- W akumulatorach, w zależności od trybu pracy, dana elektroda jest anodą lub katodą.

Przykładowa reakcja katodowa: Cu2+
 + 2e−
 → Cu

## Katody w fizyce
Katoda może pracować w próżni lub specjalnej atmosferze (np. gazie obojętnym). Tego typu rozwiązanie stosuje się w lampach elektronowych. W tym zastosowaniu katoda podłączana jest do ujemnego bieguna napięcia zasilającego.
Ze względu na metody uzyskiwania emisji ładunku ujemnego z powierzchni katody, wyróżnia się:
- termokatody – emisja pod wpływem nagrzania katody
- fotokatody – emisja pod wpływem promieniowania elektromagnetycznego (zjawisko fotoelektryczne zewnętrzne)
- katody wtórne – emisja pod wpływem bombardowania cząstkami